# Seligman (Missouri)
Seligman – miasto w Stanach Zjednoczonych, w stanie Missouri, w hrabstwie Barry.